# Rafał Komarewicz
Rafał Paweł Komarewicz (ur. 10 czerwca 1971 w Ełku) – polski przedsiębiorca, polityk i samorządowiec, z wykształcenia lekarz dentysta, w latach 2022–2023 przewodniczący Rady Miasta Krakowa, poseł na Sejm X kadencji.

## Życiorys
Z wykształcenia lekarz stomatolog, absolwent Uniwersytetu Jagiellońskiego (1996). Zajął się prowadzeniem własnej działalności gospodarczej w ramach spółek prawa handlowego. Został właścicielem sieci aptek oraz firmy doradczej z branży medycznej. Obejmował funkcje wiceprezesa zarządu Fundacji im. Andrzeja Urbańczyka, prezesa Stowarzyszenia „Krakowska Akademia Zdrowia” i drugiego wiceprezesa Stowarzyszenia Wspólna Małopolska.
W 2010 kandydował na radnego Krakowa z ramienia KWW Jacka Majchrowskiego, zainicjowanego przez urzędującego prezydenta miasta. Mandat objął w trakcie kadencji w 2012 w miejsce Władysława Kosiniaka-Kamysza. Nie został wybrany w 2014, jednak radnym kolejnej kadencji został na jej początku (po złożeniu mandatu przez Jacka Majchrowskiego, który uzyskał prezydencką reelekcję). Mandat utrzymał następnie w 2018, startując z listy KWW Jacka Majchrowskiego – Obywatelski Kraków. Zasiadał w prezydenckim klubie Przyjazny Kraków, pełnił funkcję wiceprzewodniczącego rady miasta
W wyborach parlamentarnych w 2019 bez powodzenia ubiegał się o mandat senatora z własnego komitetu wyborczego w okręgu nr 33 (obejmującym część Krakowa). Otrzymał 27 904 głosy (12,39%), co stanowiło ostatni wynik wśród trzech kandydatów. Dołączył później do Polski 2050 Szymona Hołowni, objął funkcję przewodniczącego regionu małopolskiego partii. 10 stycznia 2022 zastąpił Dominika Jaśkowca na stanowisku przewodniczącego Rady Miasta Krakowa.
W wyborach parlamentarnych w 2023 był liderem listy Trzeciej Drogi w okręgu krakowskim. Uzyskał mandat posła X kadencji, zdobywając 44 808 głosów (5,92% wszystkich oddanych głosów w okręgu). W 2024 bez powodzenia kandydował na prezydenta Krakowa.

## Wyniki wyborcze
| Wybory | Komitet Wyborczy | Komitet Wyborczy                              | Organ                    | Okręg       | Wynik           |
| ------ | ---------------- | --------------------------------------------- | ------------------------ | ----------- | --------------- |
| 2010   |                  | KWW Jacka Majchrowskiego                      | Rada Miasta Krakowa      | nr 3        | 326 (0,87%)     |
| 2014   | nr 4             | KWW Jacka Majchrowskiego                      | Rada Miasta Krakowa      | 588 (1,35%) |                 |
| 2018   |                  | KWW Jacka Majchrowskiego – Obywatelski Kraków | Rada Miasta Krakowa      | nr 3        | 4560 (8,78%)    |
| 2019   |                  | KWW Rafała Komarewicza                        | Senat X kadencji         | nr 33       | 27 904 (12,39%) |
| 2023   |                  | Trzecia Droga                                 | Sejm X kadencji          | nr 13       | 44 808 (5,92%)  |
| 2024   |                  | KWW Rafała Komarewicza Kraków Trzecia Droga   | Prezydent Miasta Krakowa | –           | 9126 (3,07%)    |